# 葉松年
葉松年（英語：Sunny Yeh，1942年6月24日—），出生於上海，葉松年為台灣房地產開發商，創辦龍聯建設、龍麟建設。
葉松年為中華民國宋友會總會長

## 經歷
正義大樓都更
台北市耗時最久都市更新之一，1995年經朋友介紹，接手宏國建設副董事長林鴻道主導的正義國宅合建案，接手時談妥比例為20%，剩餘八成經歷了逾25年的整合開發過程。從舊國宅改建為住商複合建案「Diamond Towers」。

## 外部連結
- Diamond Towers （页面存档备份，存于）